# Arbeiza
Arbeiza (Arbeitza en euskera) es un concejo del municipio de Allín, Comunidad Foral de Navarra, España. En 2014 tenía una población de 168 habitantes.

## Topónimo
De origen euskera y significado dudoso. Tiene el sufijo -iza, como otros topónimos, y su primer elemento puede ser arbi ‘nabo’; en ese caso, significaría ‘el nabal‘, y tendría el mismo significado que los lugares de Arbizu y Napal.
En documentos antiguos aparece como Arbeiça, Arbeyça (1097, NEN) y Arbeiza (1035, NEN).

## Demografía
| 1996 | 1998 | 1999 | 2000 | 2001 | 2002 | 2003 | 2004 | 2005 | 2006 | 2007 | 2012 |
| ---- | ---- | ---- | ---- | ---- | ---- | ---- | ---- | ---- | ---- | ---- | ---- |
| 137  | 163  | 178  | 172  | 171  | 166  | 155  | 155  | 125  | 133  | 135  | 165  |

## Arte

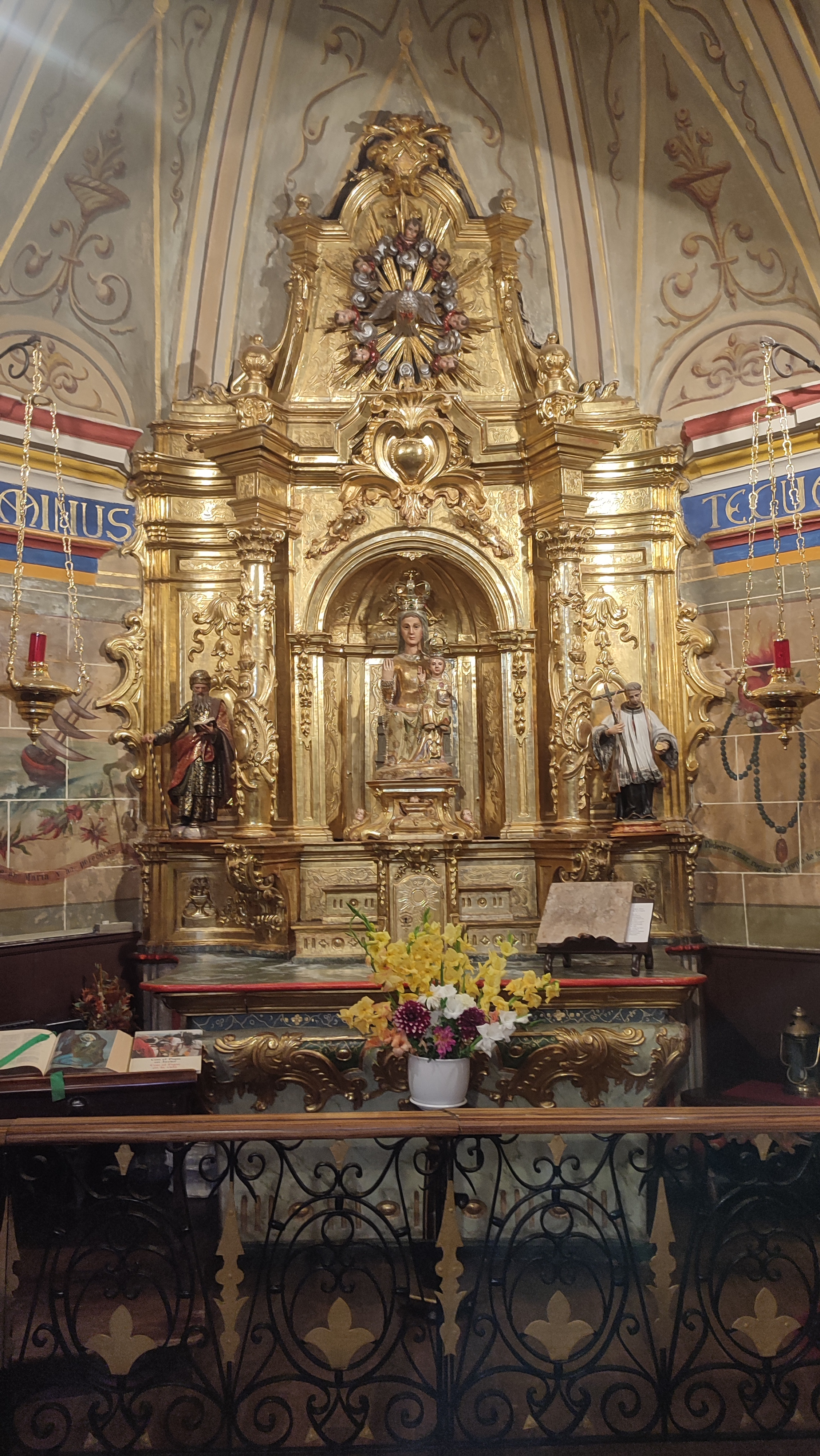
Retablo de Nuestra Señora del Rosario, o Virgen de los Conjuros, en la iglesia de San Martín

- Iglesia de San Martín Obispo, medieval con reformas de los siglos XVI y XVIII. Cuenta con una talla del siglo XIV que representa a Nuestra Señora del Rosario. Esta virgen era venerada entre los siglos XV y XX como la Virgen de los Conjuros,[5] y se creía que protegía del mal de ojo y las obras de brujería. Recibía mucha devoción de fieles procedentes del tercio norte peninsular, y especialmente de la Rioja.[6]
- Ermita de San Juan Bautista.
- Dos palacios de cabo de armería.

## Personajes famosos
Nació aquí el arquitecto Julián Arteaga Saenz (1850-1921).